# Pirimidin-dezoksinukleozid 1'-dioksigenaza
Pirimidin-dezoksinukleozid 1'-dioksigenaza (EC 1.14.11.10, dezoksiuridin-uridinska 1'-dioksigenaza) je enzim sa sistematskim imenom 2'-dezoksiuridin,2-oksoglutarat:kiseonik oksidoreduktaza (1'-hidroksilacija). Ovaj enzim katalizuje sledeću hemijsku reakciju
2'-dezoksiuridin + 2-oksoglutarat + O2 {\displaystyle \rightleftharpoons } uracil + 2-dezoksiribonolakton + sukcinat + CO2
Za rad ovog enzima se neophodni Fe2+ i askorbat.

## Literatura
- Nicholas C. Price; Lewis Stevens (1999). Fundamentals of Enzymology: The Cell and Molecular Biology of Catalytic Proteins (Third изд.). USA: Oxford University Press. ISBN 019850229X.
- Eric J. Toone (2006). Advances in Enzymology and Related Areas of Molecular Biology, Protein Evolution (Volume 75 изд.). Wiley-Interscience. ISBN 0471205036.
- Branden C; Tooze J. Introduction to Protein Structure. New York, NY: Garland Publishing. ISBN 0-8153-2305-0.
- Irwin H. Segel. Enzyme Kinetics: Behavior and Analysis of Rapid Equilibrium and Steady-State Enzyme Systems (Book 44 изд.). Wiley Classics Library. ISBN 0471303097.

## Spoljašnje veze
- Pyrimidine-deoxynucleoside+1'-dioxygenase на 